# Przekrój
Przekrój (pronunție în poloneză [ˈpʂɛkruj]) este cea mai veche revistă săptămânală socio-culturală poloneză de știri care a apărut prima dată în 1945 la Cracovia. După închiderea sa temporară în 2013, revista a fost cumpărată de fotograful Tomasz Niewiadomski și relansată ulterior în decembrie 2016  (de la numărul 3556) ca revistă trimestrială. Stilul literar inegalabil al revistei Przekrój și farmecul vizual plin de viață au fost create datorită colaborării cu avangarda intelectualilor, scriitorilor, poeților, artiștilor și desenatorilor polonezi. Przekrój a fost locul de naștere al unor scriitori precum Wisława Szymborska, Stanisław Lem și Czesław Miłosz.

## Istorie
Przekrój a fost creată de scriitorul și graficianul Marian Eile-Kwaśniewski (1910-1984) din Varșovia care, până în 1969, a fost și primul și singurul redactor-șef al revistei (timp de 24 de ani). Primul număr a fost publicat la 15 aprilie 1945. În numărul 561, publicat la 8 ianuarie 1956, au apărut primele cuvinte încrucișate. Revista s-a axat pe evenimente sociale, politice și culturale actuale, atât poloneze, cât și internaționale. În anii 1970, Przekrój a atins un tiraj record, cu 700.000 de exemplare pe număr, de departe cea mai populară revistă din Polonia. Din 2011, a avut un tiraj relativ modest, de 73.000 de exemplare.
Până în 2002, redacția revistei a fost publicat în Cracovia. Apoi, după ce publicația a fost cumpărată de concernul elvețian Edipresse Polska, sediul a fost mutat la Varșovia. După mutarea redacției la Varșovia și schimbarea echipei editoriale, Przekrój și-a schimbat stilul, iar majoritatea colaboratorilor săi obișnuiți au demisionat. La 27 august 2009, editura Edipresse a anunțat vânzarea săptămânalului Przekrój lui Grzegorz Hajdarowicz. De la 1 iulie 2011, redacția a avut sediul din nou la Cracovia (în partea orașului denumită Zabłocie), iar o parte a redacției a rămas la Varșovia. În octombrie 2013, fotograful Tomasz Niewiadomski a devenit noul proprietar al săptămânalului Przekrój. Ultimul număr din Przekrój publicat de Gremi Media a fost lansat luni, 30 septembrie 2013.
Lista redactorilor șefi în ordine cronologică este formată din Marian Eile (1945–1969), Mieczysław Kieta (1969–1973), Mieczysław Czuma (1973–2000), Maciej Piotr Prus (2000–2001), Józef Lubiński (2001), Jacek Rakowiecki (2001–2002), Roman Kurkiewicz (2002), Piotr Najsztub (2002–2006), Mariusz Ziomecki (2006–2007), Jacek Kowalczyk (2007–2010), Katarzyna Janowska (2010–2011), Artur Rumianek (2011), Donat Szyller (2011), Roman Kurkiewicz (2012), Zuzanna Ziomecka, Marcin Prokop (2012-2013), Tomasz Niewiadomski (din decembrie 2016 până în 30 noiembrie 2018) și Miłada Jędrysik (din 30 noiembrie 2018 până în februarie 2020).
După închiderea sa în 2013, Przekrój a apărut ca revistă tipărită abia în decembrie 2016, când a fost relansată trimestrial, cu un stil editorial profund inspirat de edițiile timpurii ale revistei din anii 1950 și anii 1960. Noua revistă este dedicată problemelor sociale și culturale.
Printre foștii colaboratori ai revistei Przekrój au fost personalități ale scenei literare și ale artei poloneze ca de exemplu Maria Dąbrowska, Jarosław Iwaszkiewicz, Jan Brzechwa, Bohdan Butenko, Konstanty Ildefons Gałczyński, Kazimierz Wyka, Daniel Mróz, Jerzy Waldorff, Sławomir Mrożek, Ludwik Jerzy Kern sau Jan Błoński.
Przekrój a fost unul dintre principalii factori de formare a culturii poloneze din perioada comunistă. Redacția săptămânalului a promovat cultura occidentală și bunul gust în rândul publicului, fiind pentru mulți polonezi „o fereastră către lume”.
Din martie 2020, noul redactor-șef este Joanna Domańska.

## Colaboratori
De-a lungul anilor, un număr mare de autori au colaborat cu revista Przekrój, inclusiv:
| - Adam Wiedemann - Adam Ostolski - Andrzej Czeczot - Andrzej Mleczko - Andrzej Ruchałowski - Andrzej Saramonowicz - Antoni Uniechowski - Artur Andrus - Artur Sandauer - Barbara Hoff - Bogdan Krężel - Bohdan Butenko - Daniel Mróz - Zbigniew Rabsztyn - Dariusz Brzóska Brzóskiewicz - Dorota Masłowska - Dorota Terakowska - Filip Łobodziński - Grzegorz Dyduch - Igor Zalewski - Jacek Nizinkiewicz - Jacek Podsiadło - Jakub Kumoch - Jakub Wojewódzki - Jan Błoński - Jan Brzechwa | - Jan Kalkowski - Jan Łoś - Jan Marcin Szancer - Jan Parandowski - Jan Sztaudynger - Jan Zych - Jan Kamyczek - Janusz Minkiewicz - Jarosław Iwaszkiewicz - Jerzy Bralczyk - Jerzy Putrament - Jerzy Waldorff - Juliusz Ćwieluch - Juliusz Kydryński - Katarzyna Kolenda-Zaleska - Katarzyna T. Nowak - Kazimierz Brandys - Kazimierz Kutz - Kazimierz Wyka - Konstanty Grzybowski - Konstanty Ildefons Gałczyński - Leszek Mazan - Ksawery Pruszyński - Krzysztof Skowroński | - Leopold Staff - Jerzy Szaniawski - Leopold Tyrmand - Lucjan Kydryński - Lucjan Wolanowski - Lucyna Winnicka - Ludwik Jerzy Kern - Magda Papuzińska - Magdalena Samozwaniec - Małgorzata Baranowska - Manuela Gretkowska - Marcin Baran - Marcin Kędryna - Marcin Maciejowski - Marcin Orliński - Marcin Sendecki - Marcin Świetlicki - Marek Bieńczyk - Marek Raczkowski - Marek Żukow-Karczewski - Maria Dąbrowska - Maria Jasnorzewska-Pawlikowska - Michał Rusinek - Mira Michałowska - Mira Zimińska - Olgierd Budrewicz | - Oskar Lange - Paweł Sito - Paweł Wieczorek - Piotr Cywiński - Robert Makłowicz - Robert Mazurek - Sławomir Mrożek - Stanisław Dygat - Stanisław Jerzy Lec - Stanisław Lem - Stefania Grodzieńska - Szymon Kobyliński - Tadeusz Mosz - Tadeusz Pióro - Wawrzyniec Smoczyński - Wilhelm Sasnal - Wojciech Mazowiecki - Wojciech Plewiński - Zbigniew Lengren - Zbigniew Mentzel - Zbigniew Rogowski - Zofia Stryjeńska - Jerzy Mikułowski Pomorski - Wanda Błońska-Wolfarth |